# Gouvets
Gouvets é uma comuna francesa na região administrativa da Normandia, no departamento Mancha. Estende-se por uma área de 10,86 km². Em 2010 a comuna tinha 279 habitantes (densidade: 25,7 hab./km²).